# Santo Marcianò
Santo Marcianò (ur. 10 kwietnia 1960 w Reggio di Calabria) – włoski duchowny katolicki, arcybiskup polowy Włoch w latach 2013–2025, biskup diecezjalny Frosinone-Veroli-Ferentino (nominat) i biskup diecezjalny Anagni-Alatri (nominat).

## Życiorys
Święcenia kapłańskie otrzymał 9 kwietnia 1988 i został inkardynowany do archidiecezji Reggio Calabria-Bova. Po święceniach został proboszczem w Santa Venere, zaś w latach 1991-1996 pracował jako wikariusz w rodzinnym mieście, jednocześnie pełniąc funkcję ojca duchownego w miejscowym seminarium. W 1996 został mianowany rektorem tejże uczelni. Od 2000 był także dyrektorem wydziału kurialnego ds. powołań.
6 maja 2006 papież Benedykt XVI mianował go ordynariuszem archidiecezji Rossano-Cariati. Sakry biskupiej udzielił mu 21 czerwca 2006 abp Vittorio Luigi Mondello. Uroczyste objęcie urzędu miało miejsce 22 lipca 2006.
10 października 2013 papież Franciszek mianował go arcybiskupem polowym Włoch. Z powodu ukończenia 65. roku życia, 10 kwietnia 2025 zakończył posługę arcybiskupa polowego.
1 lipca 2025 papież Leon XIV mianował go biskupem in persona Episcopi diecezji  Frosinone-Veroli-Ferentino oraz diecezji Anagni-Alatri zachowując tytuł Arcybiskupa ad personam. Diecezję Frosinone-Veroli-Ferentino obejmie kanonicznie 7 września 2025. Z kolei diecezję Anagni-Alatri 21 września 2025.